# Elena González-Blanco
Elena González-Blanco García (Murcia, 1981) es una filóloga, experta en inteligencia artificial y empresaria española. Cofundadora de la compañía Clibrain, desde 2024 es la responsable de inteligencia artificial (IA) para Nativos Digitales en Europa, Oriente Medio y África (EMEA) de Microsoft y directora de investigación en la universidad IE University.

## Trayectoria
Se licenció en filología hispánica en 2004 y en filología clásica en 2005 por la Universidad Complutense de Madrid (UCM). En 2008, se doctoró en literatura española con Premio Extraordinario con la tesis titulada La cuaderna vía española en su marco panrománico, en la que analiza el origen y la evolución de una estrofa medieval llamada tetrástico monorrimo de versos alejandrinos, muy usada en la poesía narrativa europea de los siglos XIII y XIV, comparando sus formas en la literatura francesa, italiana y española para mostrar que compartían una base poética común. Posteriormente, en 2013, completó sus estudios con un máster de sistemas de información digital en la Universidad Carlos III de Madrid (UC3M).
En 2014, una vez terminada su formación, fundó el primer Laboratorio de Innovación en Humanidades Digitales en español de la Universidad Nacional de Educación a Distancia (UNED). Algún tiempo después, en 2017, empezó a trabajar en la empresa Indra donde se puso al frente del área de inteligencia artificial (IA). Al año siguiente, en 2018, fue nombrada directora general de CoverWallet para Europa, una startup especializada en seguros para pequeñas empresas. Su labor en la expansión y crecimiento de la empresa hasta su adquisición por Aon, la llevó a ser reclutada por el Banco Santander donde fue la directora global de Digitalización para la división de Wealth Management & Insurance hasta 2022.
Paralelamente, en 2021 fue cofundandora y CEO de Clidrive una fintech que ofrece préstamos utilizando vehículos como aval. En 2023, también fundó Clibrain, una startup de inteligencia artificial generativa en español orientada al desarrollo de grandes modelos de lenguaje (LLMs) nativos para hispanohablantes. El proyecto más destacado de la empresa fue “Lince”, un modelo de lenguaje de gran tamaño entrenado específicamente en español.
Además de sus cargos ejecutivos y de su vertiente empresarial, ha formado parte de diversos consejos asesores de empresas tecnológicas como Astara y Llorente & Cuenca y de la startup de IA Lang.ai. En enero de 2024, se incorporó a Microsoft como Head of Data & AI for Digital Natives (Startups & Unicorns) para la región EMEA (Europa, Oriente Medio y África), desde la que lidera un equipo de especialistas en inteligencia artificial y datos dedicado a apoyar a startups tecnológicas de alto potencial en su adopción de soluciones de IA.

## Reconocimientos
En 2004 y 2005, Elena González-Blanco García recibió los Premios Nacionales de Fin de Carrera, otorgados por el Ministerio de Educación de España, por tener el mejor expediente académico a nivel nacional en las licenciaturas de filología hispánica y filología clásica, respectivamente. En 2008, recibió el Premio Extraordinario de Doctorado de la Universidad Complutense de Madrid (UCM), que reconoce las tesis doctorales de mayor excelencia, en su caso en el área de literatura española.
En 2017, fue distinguida con el Premio Julián Marías de Investigación, concedido por la Comunidad de Madrid a investigadores menores de 40 años, por su labor pionera en el campo de las humanidades digitales y la inteligencia artificial aplicada al lenguaje. Además, ha sido incluida en la lista de las Top 100 Mujeres Líderes en España, que elabora el periódico El Español, en varias ediciones consecutivas desde 2016, un reconocimiento que visibiliza el papel de mujeres destacadas en distintos ámbitos profesionales. Más recientemente, en 2024, recibió el Premio Laurel de Murcia en la categoría de Economía y Empresa, otorgado por el Colegio de Periodistas y la Región de Murcia, en reconocimiento a su impacto en los procesos de innovación digital y desarrollo tecnológico.